# ستيليانا نيكولوفا
ستيليانا نيكولوفا (بالبلغارية: Стилияна Николова، ولدت في 22 أغسطس 2005 في القاهرة، جمهورية مصر العربية) هي لاعبة جمباز إيقاعي فردية بلغارية. وهي بطلة أوروبا في الجمباز الشامل لعام 2024، وحاصلة على الميدالية البرونزية في الجمباز الشامل لعام 2022، وحاصلة على الميدالية الفضية في الطوق والهراوات والشريط، وحاصلة على الميدالية البرونزية في الجمباز الشامل لعام 2023 وبطلة مسابقة الفرق، وحاصلة على الميدالية البرونزية في الجمباز الشامل الأوروبي مرتين (2022، 2023) وبطلة في مسابقة الفرق. وعلى المستوى الوطني، فهي بطلة وطنية مرتين (في عامي 2023 و2024) وحاصلة على الميدالية الفضية الوطنية في الجمباز الشامل لعام 2022. وقد تنافست في الألعاب الأولمبية الصيفية 2024، في الفردي الإيقاعي الشامل للسيدات حيث جاءت في المركز الحادي عشر في الجولة التأهيلية لم تتمكن من التقدم إلى النهائي.
على مستوى الناشئين فازت بالميدالية الفضية في بطولة أوروبا للناشئين لعام 2020 وبطولة أوروبا للجمباز الإيقاعي 2020 في فئة الناشئين وبطلة بلغاريا للناشئين في عامي 2019 و2020.